# Louis Francescon
Louis Francescon (Cavasso Nuovo, 29 marzo 1866 – Oak Park, 7 settembre 1964) è stato un missionario italiano.

## Biografia

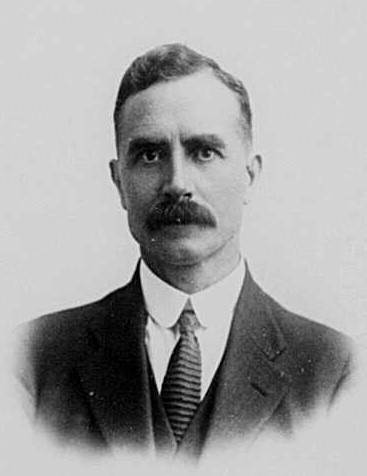
Louis Francescon 1920

Nacque a Cavasso Nuovo, piccolo centro agricolo in provincia di Udine, in Friuli-Venezia Giulia, da Pietro Francescon (nato nel 1830) e da Maria Lovisa (nata nel 1832). Dal suo ministerio emersero diverse grandi denominazioni cristiane a carattere pentecostale, quali la Chiesa cristiana del Nord America, le Assemblee cristiane in Argentina, le Assemblee di Dio in Italia e la Congregazione cristiana nel Brasile. A 24 anni emigrò negli Stati Uniti d'America e il 3 marzo 1890 giunse a Chicago dove si stabilì. Intraprese quivi l'attività lavorativa di mosaicista. Nel 1891 ebbe modo di ascoltare la predicazione evangelica in lingua italiana di Michele Nardi, nella sala YMCA della locale stazione ferroviaria. Nel mese di marzo del 1892, costituitasi a Chicago la "Prima Chiesa Presbiteriana italiana" a cura dello stesso Nardi e di Filippo Grilli, pastore Valdese, vi aderì divenendone diacono e poi anziano
Nel 1907 Francescon ebbe contatti con la North Avenue Full Gospel Mission, condotta dal pastore William Howard Durham e accettò la dottrina pentecostale. Alla fine dell'anno si costituì l'Assemblea Cristiana nella quale confluirono alcuni gruppi indipendenti di credenti evangelici; Francescon fu eletto tra gli anziani della neonata prima Chiesa evangelica pentecostale italiana. Nel 1908 Francescon, insieme a Giacomo Lombardi, visitò St. Louis e Los Angeles rimanendo in questa città fino al 1909 per fondarvi la prima chiesa pentecostale italiana. Dopo aver visitato Filadelfia nell'aprile del 1909 andò anche in Argentina accompagnato da Giacomo Lombardi e Lucia Menna, incontrando a Buenos Aires i parenti di quest'ultima per "evangelizzarli". Nel marzo 1910 si trasferirono a San Paolo, in Brasile, poi raggiunse lo stato del Paraná lasciandovi un consistente numero di convertiti all'esperienza pentecostale. Tali gruppi diedero origine, in seguito, alla Congregação Cristã no Brasil e furono visitati, fino al 1947, dieci volte da Francescon.
Nel 1911 ritornò in Italia visitando le prime quattro comunità pentecostali di Roma, La Spezia, Gissi e Milano. Un suo viaggio in Italia, nel 1912, venne interrotto a causa dell'affondamento del Titanic; si era infatti imbarcato sul transatlantico Carpathia assieme a Giacomo Lombardi e a Luigi Terragnoli; imbarcati i naufraghi avevano anche loro partecipato al soccorso degli stessi cedendo parte dei loro indumenti ed erano poi rientrati a New York. L'ultima sua visita in Italia avvenne nel 1929 ove, a Roma, presiedette il secondo convegno nazionale del movimento pentecostale in Italia nei giorni 24 e 25 dicembre; fu in tale occasione che venne deciso di denominare il movimento Congregazione cristiana pentecostale. Decisiva fu proprio la posizione dottrinale rigidamente congregazionalista di Francescon. Fu questa la sua ultima visita: lasciò l'Italia il 26 aprile 1930.
La sua rigida concezione dottrinale lo portò a confliggere con le posizioni dottrinali di Giuseppe Petrelli e, nel 1925, la chiesa di Chicago sperimentò una scissione: l'"Assemblea cristiana" ebbe come anziano presidente Pietro Menconi (su posizioni petrelliane) mentre Francescon presiedette la neo costituita "Congregazione cristiana". Dato che la controversia dottrinale assumeva dimensioni sempre maggiori, assieme a Massimiliano Tosetto, organizzò a Niagara Falls il 30 aprile e il 1º maggio del 1927 l'"Assemblea generale" degli anziani delle chiese italo-americane nella quale vennero elaborati 12 articoli di fede e adottato il nome ufficiale "Unorganized italian Christian Churches of USA; in questa occasione fu anche stabilito di pubblicare l'innario ufficiale dei canti in lingua italiana (che comprendeva 328 inni). Tra 1947 e 1948 visitò nuovamente il Brasile assieme alla consorte. Morì come anziano senior della Congregazione cristiana di Chicago il 7 settembre del 1964 all'età di 98 anni e mezzo.